# Lina Poletti
Lina Poletti, nascida Cordula Lina Poletti (Ravena, 1885 - Sanremo, 1971), foi uma feminista Italiana, muitas vezes descrita como linda e rebelde, conhecida por se vestir como homem, hoje mais conhecida por seus casos lésbicos com a escritora Sibilla Aleramo e com a atriz teatral Eleonora Duse. No livro “As lésbicas “ne ll'italia”, as vinte mais", Poletti é creditada como a primeira mulher na Itália a se declarar abertamente lésbica, sem culpas nem arrependimentos. Em um ensaio sobre o livro a escritora Francesca Cortesi confirma o fato.

## Aleramo
Seu envolvimento amoroso com Aleramo iniciou em Abril de 1908, quando souberam que ambas compartilhavam das mesmas visões feministas, das mesmas paixões, quando se encontraram numa conferência de mulheres. O relacionamento, muitas vezes volátil, rompeu-se depois de um ano. Sibilla veio a ser uma das mais importantes feministas da Itália.  Seus escritos para Poletti foram, mais recentemente, estudados em função de suas visões com caráter de mentalidade aberta acerca das relações homossexuais. Enquanto Aleramo se envolvia com Poletti, ela também tinha  um “affair” com um homem, Giovanni Cina. Aleramo expressou em suas cartas que ela jamais se sentiu culpada por ter amado duas pessoas ao mesmo tempo.

## Duse
Em 1909 Poletti conheceu e se envolveu com Eleonora Duse, atriz então muito popular nos palcos. As duas passaram a viver juntas numa casa em Florença na Toscana, tendo um caso apaixonado, mas também volátil, o qual durou dois anos. Poletti abandonou Duse, a qual ficou em depressão por algum tempo depois do rompimento.
Pouco se sabe acerca do que ocorreu com Lina Poletti após o fim da relação com Eleonora Duse, sendo que Poletti jamais veio a ter a fama e o reconhecimento adquiridos por sua amante Aleramo como feminista. 

## Referênccias
- Eleonora Duse and Lina Poletti
- Lina Polleti affair
- Aleramo "Love Letters to Lina"
- The Lesbian nell'italia the first twentieth